# Le Canard (Valadon)
Pour les articles homonymes, voir Le Canard et Canard (homonymie).
Le Canard est un tableau réalisé en 1930 par la peintre française Suzanne Valadon. De format vertical, cette huile sur toile est une nature morte représentant une chaise sur laquelle a été posé un canard colvert mort, le dossier portant un torchon blanc, ses courbes inférieures épousant celles du cou et de la tête du volatile, dans une pièce au carrelage hexagonal. Donation d'Adèle et George Besson en 1963, l'œuvre fait partie des collections du musée national d'Art moderne, à Paris. Elle se trouve depuis 1972 en dépôt au musée des Beaux-Arts et d'Archéologie de Besançon, à Besançon, dans le Doubs.